# Bieniowe
Bieniowe, Bieniowa – polana w Gorcach na obszarze Gorczańskiego Parku Narodowego. Znajduje się na północnym stoku pasma Gorca, po wschodniej stronie Przysłopu. Jej nazwa pochodzi od nazwiska pierwszych właścicieli – Bieńków. Położona jest na wysokości 1060–1150 m n.p.m. i ma powierzchnię 19,02 ha. Z prowadzącego grzbietem zielonego szlaku turystycznego jest niewidoczna, jest bowiem oddzielona od niego wąskim pasmem drzew. Prowadzi do niej droga leśna, przy której stoi zamontowana przez park duża tablica informacyjna. Z polany widoki na Gorc, dolinę Kamienicy i wznoszący się na jej drugim zboczu grzbiet Kudłonia z polaną Gorc Troszacki, a także na Beskid Wyspowy.
Polana charakteryzuje się dużą różnorodnością zbiorowisk roślinności. W środkowej części występuje łąka mieczykowo-mietlicowa z coraz już rzadszym mieczykiem dachówkowatym. Na najbardziej żyznej północno-zachodniej części polany występują traworośla z silnie trującą ciemiężycą zieloną (bydło jej nie je), wiechliną Chaixa, bodziszkiem leśnym i omiegiem górskim. Ze storczyków występuje tutaj gółka długoostrogowa i rzadko storczyca kulista. Na podmokłych obszarach przy wyciekach wodnych występuje bogata w gatunki młaka kozłkowo-turzycowa z zakwitającą na wiosnę kniecią górską, a w lecie wełnianką. Po włączeniu polany do obszaru parku narodowego i zaniechaniu jej użytkowania zaczęła ona stopniowo zarastać ekspansywną bliźniczką psią trawką i borówczyskami, a następnie lasem. Park narodowy rozpoczął jej sukcesywne koszenie celem zachowania cennych zbiorowisk łąkowych.
Przed II wojną światową istniało tutaj (podobnie jak na polanach Stawieniec i Wzorcowej) doświadczalne gospodarstwo hodowli bydła. W 1944 partyzanci 1 Pułku Strzelców Podhalańskich Armii Krajowej w jego budynkach urządzili szpital polowy. Zabudowania te uległy zniszczeniu w trakcie próby likwidacji przez Niemców oddziałów partyzanckich w październiku 1944 roku. Zginął wówczas tylko jeden partyzant AK (plutonowy Władysław Pisarski ps. „Piwonia”), jego mogiła znajduje się w lesie na grzbiecie pomiędzy Przysłopem a Gorcem.
Charakterystyczny wygląd polany Bieniowe można podziwiać z polan Beskidu Wyspowego pod Jasieniem i Mogielicą. Szczególnie dobrze jest widoczna z polany Stawieniec i Gorc Porębski.
Polana należy do wsi Zasadne w województwie małopolskim, w powiecie limanowskim, w gminie Kamienica.

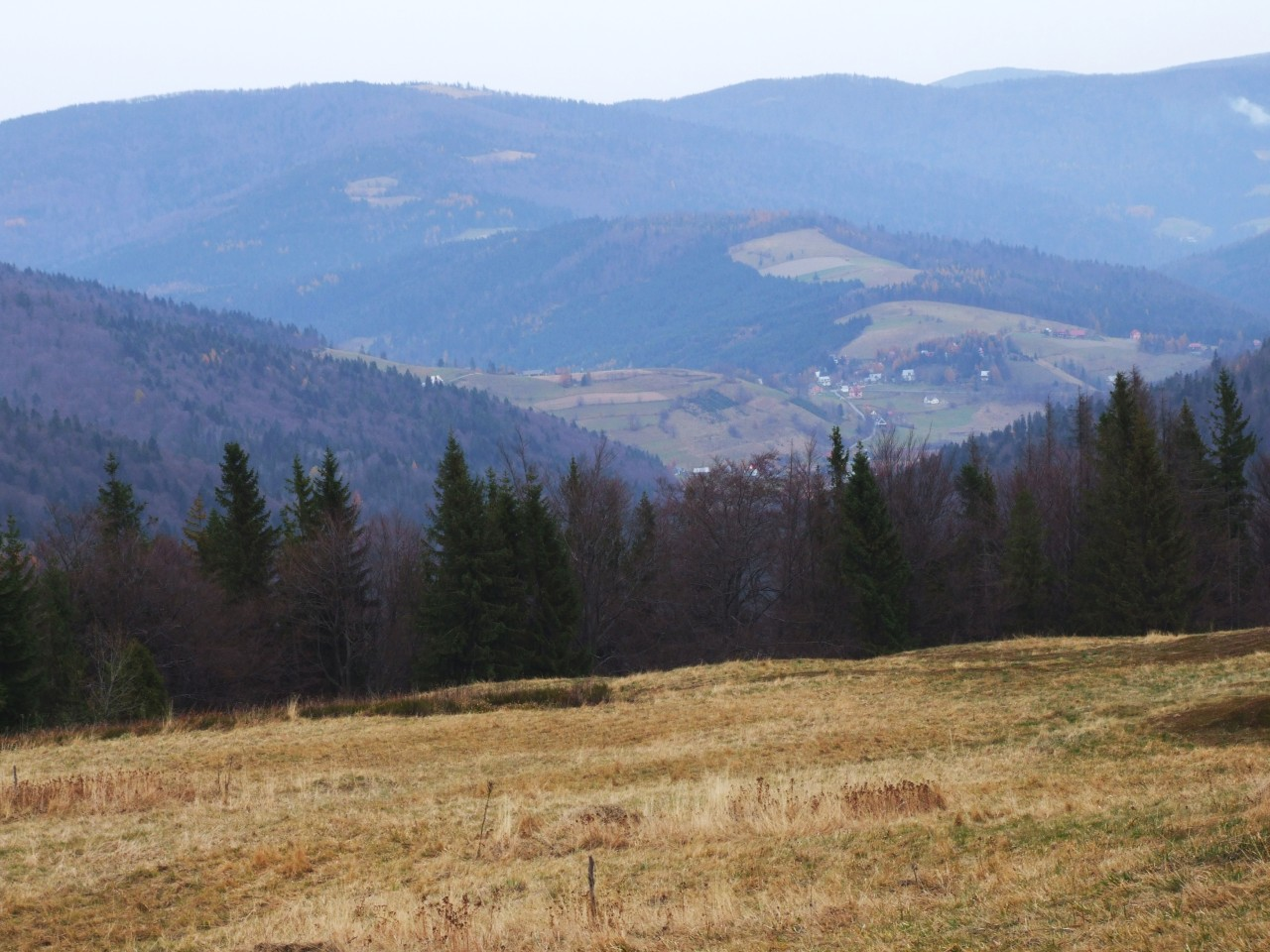
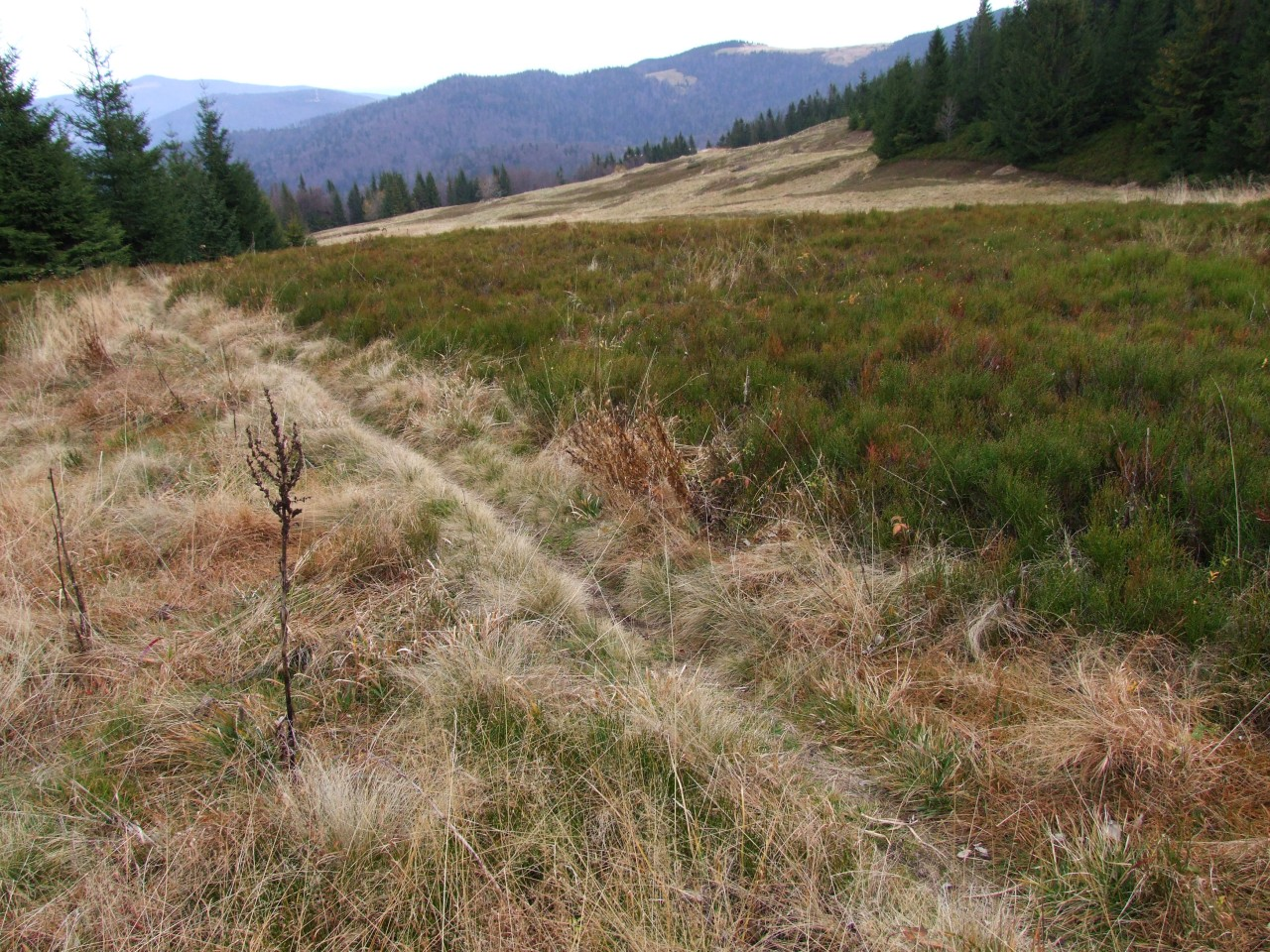
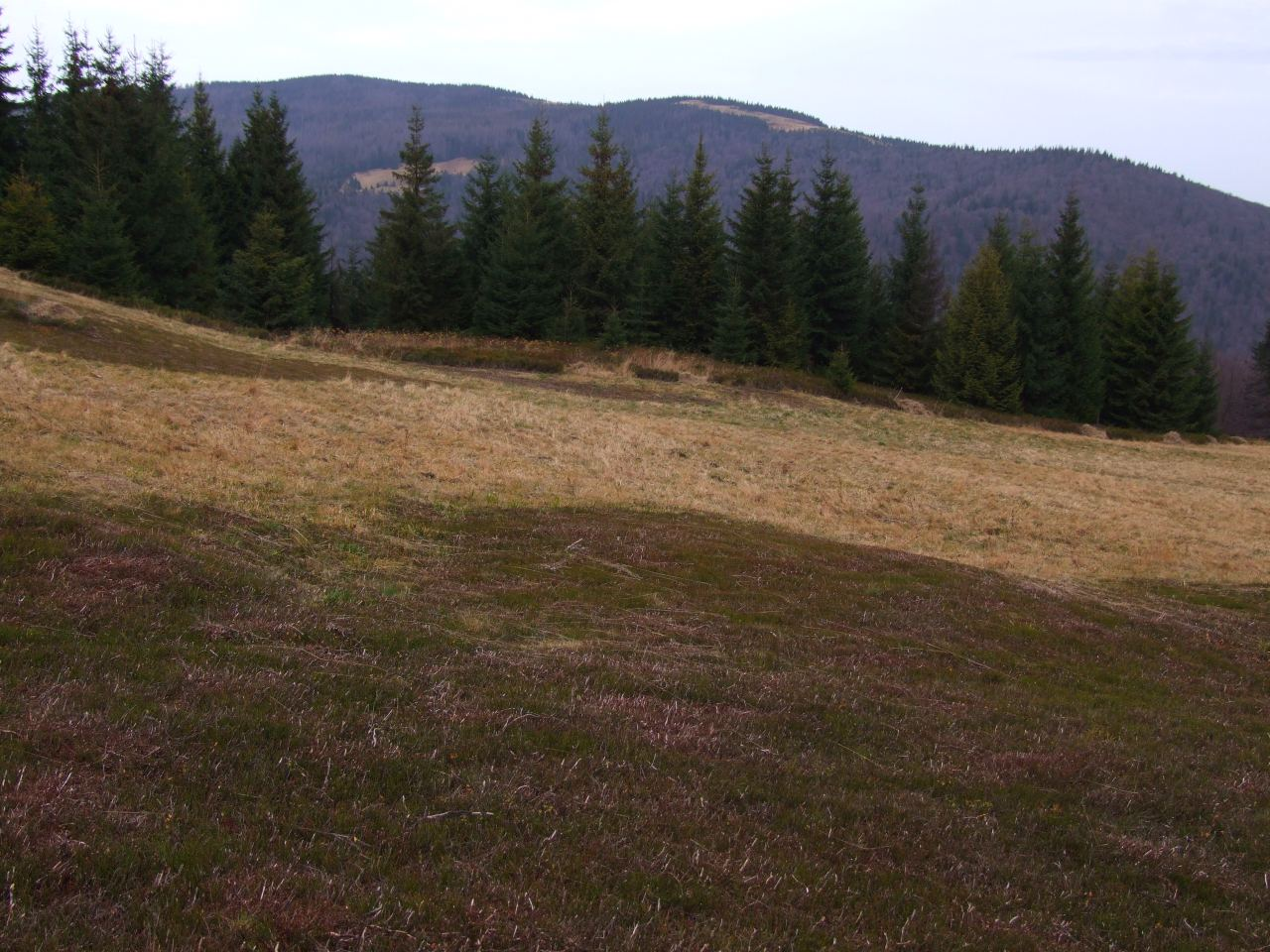